# Међународноправни статус Јерусалима
Положај Јерусалима је споран у међународним круговима, тако да су бројне државе заузеле различите ставове по питању суверенитета над Јерусалимом. Основно питање спора између Државе Израел и Палестине јесте да ли Јерусалим у целини може припасти једној или другој држави, односно да ли треба бити подељен тако да главни град Израела буде западни Јерусалим, а источни Јерусалим главни град Палестине.
Постојали су и предлози о успостављању међународног суверенитета над Јерусалимом, до постизања коначног споразума две стране.

## Ставови држава
| Државе            | Западни Јерусалим     | Источни Јерусалим     | Локација амбасаде у Израелу | Notes |
| ----------------- | --------------------- | --------------------- | --------------------------- | --- |
| Аустралија        | Главни град Израела   | Главни град Палестине | Тел Авив                    | У децембру 2018. Аустралија је признала западни Јерусалим као главни град Израела и најавила да ће преселити своју амбасаду из Тел Авива у западни Јерусалим. Аустралија такође намерава да призна источни Јерусалим као главни град Палестине након мировних преговора Израела и Палестине.                                                                   |
| Аргентина         | Главни град Израела   | Главни град Палестине | Тел Авив                    | |
| Кина              | Главни град Израела   | Главни град Палестине | Тел Авив                    | Кина подржава мировни процес Израела и Палестине, истовремено признајући источни Јерусалим као главни град Палестине. |
| Чешка Република   | Главни град Израела   | Главни град Палестине | Тел Авив                    | Чешка Република је 6. децембра 2017. године признала западни Јерусалим као главни град Израела. Одлука о пресељењу чешке амбасаде из Тел Авива у Јерусалим донета је, али је касније повучена. Од тада се у земљи интензивно говори о томе да се призна читав Јерусалим (укључујући Источни Јерусалим) као главни град Израела и пресели амбасада у Јерусалим. |
| Гватемала         | Главни град Израела   | Главни град Израела   | Јерусалим                   | Гватемала је преселила своју амбасаду из Тел Авива у Јерусалим, два дана након што су Сједињене Америчке Државе званично објавиле признање целог Јерусалима као главног града Израела. |
| Хондурас          | Главни град Израела   | Главни град Израела   | Тел Авив                    | |
| Иран              | Главни град Палестине | Главни град Палестине | Н/Д                         | Иран не признаје Државу Израел. |
| Израел            | Главни град Израела   | Главни град Израела   | Н/Д                         | Израел сматра да је читав Јерусалим под суверенитетом израелске државе. |
| Малави            | Главни град Израела   | Главни град Израела   | Н/Д                         | Председник Малавија је 5. септембра 2020. најавио отварање амбасаде у Јерусалиму. |
| Науру             | Главни град Израела   | Главни град Израела   | Н/Д                         | Науру је 29. августа 2019. године званично признао цео Јерусалим као главни град државе Израел. Међутим, ова држава нема дипломатско представништво на територији Израела. |
| Оман              | Главни град Палестине | Главни град Палестине | Н/Д                         | Оман не признаје Државу Израел.. |
| Пакистан          | Главни град Палестине | Главни град Палестине | Н/Д                         | Пакистан не признаје Државу Израел и одбија да то учини док се не реши питање независности Палестине. |
| Палестина         | Потребни преговори    | Главни град Палестине | Н/Д                         | Палестина сматра источни Јерусалим својим главним градом, а по питању западног Јерусалима сматра да треба водити преговоре. Предложено је и отварање Јерусалима, односно стављање под међународну управу, ради обезбеђивања несметаног боравка следбеника три религије (јудаизма, хришћанства и ислама).                                                       |
| Русија            | Главни град Израела   | Главни град Палестине | Тел Авив                    | У априлу 2017. године, Русија је признала западни Јерусалим као главни град Израела. Такође, признаје источни Јерусалим као главни град Палестине. |
| Саудијска Арабија | Без позиције          | Главни град Палестине | Н/Д                         | Саудијска Арабија не признаје Државу Израел. |
| Србија            | Главни град Израела   | Главни град Израела   | Тел Авив                    | Потписивањем Вашингтонског споразума 4. септембра 2020. године, Србија је признала јединствени Јерусалим као главни град Израела и обавезала се да ће до јуна 2021. године преместити своју амбасаду из Тел Авива у Јерусалим. |
| САД               | Главни град Израела   | Главни град Израела   | Јерусалим                   | Сједињене Америчке Државе су 6. децембра 2017. године, признале Јерусалим као главни град Израела. Амбасада САД је 14. маја 2018. године, премештена у Јерусалим. |
| Венецуела         | Главни град Палестине | Главни град Палестине | Н/Д                         | Након операције Ливено олово, Венецуела је прекинула дипломатске односе са Израелом, а Јерусалим признаје као главни град Палестине. Председник Николас Мадуро је 2017. године изразио жељу за обновом дипломатских односа. |